# General Luna
General Luna es una banda musical femenina filipina  de rock formada en Manila en 2010. El grupo está integrado por Nicole Laurel Asensio en la voz, Caren Mangaran en la guitarra, Audry Dionisio en la guitarra rítmica, Alex Montemayor en el  bajo y Bea Lao en la batería.
En el 2014 la vocalista Nicole Asensio anunció la separación de General Luna, debido a que las integrantes del grupo decidieron dar fin al proyecto y seguir en proyecto de solistas, a pesar de la separación del grupo, General Luna es considerado uno de los pocos grupos de culto del rock filipino, debido a que en Filipinas popularmente los grupos de rock se dan a conocer por los medios de comunicación y ese no fue el caso de General Luna.

## Integrantes

### Exintegrantes
- Nicole Laurel Asensio - vocalista (2010 - 2014)
- Audry Mae G. Dionisio - guitarra (2010 - 2014)
- Caren Tevanny K. Mangaran - guitarra (2010 - 2014)
- Alexis Montemayor - bajo (2010 - 2014)
- Bea Lao - batería (2010 - 2014)

## Discografía

### Álbumes de estudio
- 2010: "General Luna"
- 2012: "Different Corners"

### Sencillos
- "Cielo Rojo"
- "Nandito"
- "Dala de Ng Ulan"
- "María"
- "Hinga"
- "Tila"
- "Pagmulat (versión acústica)"
- "pavimento"
- "Walang Bintana"
- "Mas Wala de Ng Sasakit Pa"
- "ciego"
- "Usok"